# Sarcofago Torlonia
Il sarcofago Torlonia (n. 395) è un sarcofago romano conservato nel Museo Torlonia a Roma.
Si tratta di un esempio abbastanza tipico dei sarcofagi con filosofi e Muse, nonostante alcuni pesanti restauri del XIX secolo. Al centro si trova la coppia di sposi ai quali è dedicato il sarcofago e in mezzo a loro si trova una figura allegorica, arbitrariamente ricomposta come figura virile nel XIX secolo, includendovi forse un ritratto di un membro della famiglia Torlonia, e che doveva anticamente rappresentare una personificazione (maschile o femminile non lo sappiano) di Giunone Pronuba, della Concordia o della Virtus, tipico delle scene nuziali. Due bambini si trovano in basso e sono da mettere in relazione con la vita coniugale.
A sinistra della figura virile si dispone il corteo dei sette filosofi, mentre dalla parte di quella femminile si trovano le nove Muse. Queste figure, composte in primo e secondo, sono legate al tema della dissertazione filosofica, che si diffuse sui sarcofagi della classe senatoria romana che prediligeva il simbolismo dell'homo spiritualis, al posto dei sarcofagi con scene di battaglia, dal secondo venticinquennio del III secolo.
In questo sarcofago a lenòs (tinozza da uva, legata ai culti dionisiaci), che ha strette attinenze col sarcofago di Acilia, una figura maschile sulla sinistra fa cenno con la mano verso l'estremità, come a volerne accentuare la forma curva e a indirizzare lo sguardo dell'osservatore sui personaggi che ornano i fianchi. Uno dei filosofi, vicino alla curva, è caratterizzato con tratti socratici, a voler sottolineare l'appartenenza a una determinata scuola filosofica. 